# Dysoxylum
Dysoxylum é um género botânico pertencente à família Meliaceae.

## Espécies
- Dysoxylum abo Hosok.
- Dysoxylum aculeatissimum Steud.
- Dysoxylum acuminatissimum
- Dysoxylum acutangulum Miq.
- Dysoxylum agusanense Elmer
- Dysoxylum spectabile Hook.f.